# Řípec
Řípec är en ort i Tjeckien. Den ligger i regionen Södra Böhmen, i den centrala delen av landet, 100 km söder om huvudstaden Prag. Řípec ligger 440 meter över havet och antalet invånare är 287.
Terrängen runt Řípec är platt. Runt Řípec är det glesbefolkat, med 19 invånare per kvadratkilometer. Närmaste större samhälle är Veselí nad Lužnicí, 4,4 km sydväst om Řípec. Omgivningarna runt Řípec är en mosaik av jordbruksmark och naturlig växtlighet.